# Mount Aciar
Mount Aciar är ett berg i Antarktis. Det ligger i Västantarktis. Argentina, Chile och Storbritannien gör anspråk på området. Toppen på Mount Aciar är 1 300 meter över havet, eller 397 meter över den omgivande terrängen. Bredden vid basen är 3,1 km.
Terrängen runt Mount Aciar är kuperad åt sydväst, men bergig åt nordost. Trakten är obefolkad. Det finns inga samhällen i närheten. 